# سيمون هاتلي
سيمون هاتلي (بالإنجليزية: Simon Hatley) (مواليد27 مارس 1685  –  بعد عام 1723)؛ هو بحار إنجليزي شارك في رحلتي قرصنة تفويضية إلى جنوب المحيط الهادئ . في الرحلة الثانية، اجتاحت العواصف سفينته حين صارت في جنوب كيب هورن ، قام هاتلي بإطلاق طائر القطرس ، هذه الحادثة خلدها صموئيل تايلور كوليردج في قصيدته البحار العجوز التي نشرها عام 1798.

## روابط خارجية
- "نصيحة للقراصنة" لروبرت فوكي (18 نوفمبر 2010) في الجارديان